# Jean-Christophe Long
Pour les articles homonymes, voir Long.
Jean-Christophe Long, né le 3 octobre 1966 à Nivelles (province du Brabant wallon), est un artiste, illustrateur, dessinateur de presse, auteur de bande dessinée et graveur belge.

## Biographie
Jean-Christophe Long naît le 3 octobre 1966 à Nivelles.
Il fréquente le cours de bande dessinée à l'Institut Saint-Luc de Bruxelles qu'il termine diplômé en 1992. La même année, il obtient également le diplôme de l’Académie des beaux-arts de Braine-L’Alleud. En 1991, il participe à la création de la maison d'édition de bande dessinée Fréon, qui devient ensuite Frémok en 2003.
Il s’enrôle très vite dans le collectif Frigoproduction, participant aux numéros de Frigorevue et Frigobox. En 1999, il participe au projet Terre-Neuve de l’association Recyclart dont le but premier est de transformer la rupture urbaine provoquée par la jonction Nord-Midi avec les quatrième et onzième panneaux d'une superficie d'environ 16 m2.
Dans le cadre de Bruxelles 2000 Capitale européenne de la Culture, il prend part au projet Récits de ville de Fréon  (2000).
Jean-Christophe Long anime aussi avec Laura Leeson, l’association culturelle Article19.
Graveur sur bois et linograveur, il publie une bande dessinée alternative Modo Quid — un policier débile — dans la collection « Amphigouri » aux éditions FRMK qui succède à Fréon en 2002. D’emblée, il impose un style mélangeant la gravure sur bois et sur lino, mais aussi le noir et blanc et la couleur. Parallèlement, il travaille comme illustrateur pour la presse écrite belge dont notamment  pour le quotidien La Libre Belgique pendant deux ans de 2002 à 2003,,.
Comme d’autres membres du Frémok, Jean-Christophe Long participe à des spectacles vivants. En 2006, il intègre The attendant galery produit par « Het Muziek Lod » à Gand, une production associant la musique, le théâtre et les arts plastiques.
La Commission d’aide à la bande dessinée de la Communauté française de Belgique est intéressée par la fraîcheur et l’audace graphique de la collection « Flore » (FRMK) accueillant de jeunes auteurs et participe à l’édition de Photomaton. Il publie Photomatons 02.08 sur un scénario de Vincent Tholomé en 2008 et deux ans plus tard il réalise Photomatons 10.09.
En 2019, il est membre de l'association Le Tricycle enchanté relevant de l'engagement citoyen et il personnalise des tee-shirts dont la réalisation se fait à partir d'une gravure sur bois.
En outre, Jean-Christophe Long participe à divers collectifs dont Hommage à Monsieur Pimpon (L'Association, 1997) et dans l'anthologie Comix 2000 (L'Association, 1999).
Il expose régulièrement ses œuvres tant en Belgique qu'en France et en Suisse.
L'artiste vit et travaille à Grand-Brassac en Dordogne dans le Périgord où il grave l’histoire d’un monstre : Le Monstre, Love Transformer en décembre 2014 et dont il fait état sur son blog arrêté à cette date.

## Œuvres

### Publications

#### Romans graphiques
- Modo Quid[14], Fréon, coll. « Amphigouri », Bruxelles, janvier 2002
Scénario, dessin et couleurs : Jean-Christophe Long -  (ISBN 2930204257)
- 1. Photomatons 02.08, Frémok, coll. « Flore », Bruxelles, 27 avril 2008
Scénario : Vincent Tholomé - Dessin et couleurs : Jean-Christophe Long -  (ISBN 978-2-350-65024-1),Avec jaquette. Bilingue français-anglais.
- 2. Photomatons 10.09, Frmk, Montreuil (Seine-Saint-Denis), 2010
Scénario : Vincent Tholomé - Dessin et couleurs : Jean-Christophe Long -  (ISBN 978-2-35065-049-4),Bilingue français-anglais.

#### Collectifs
- Hommage à Monsieur Pimpon[12], L'Association, coll. « Arrière-boutique », 1997
Scénario : Collectif - Dessin : Collectif dont Jean-Christophe Long - Couleurs : noir et blanc
- Comix 2000, L'Association, décembre 1999
Scénario : Collectif - Dessin : Collectif dont Jean-Christophe Long - Couleurs : noir et blanc -  (ISBN 284414022X)

### Expositions

#### Expositions individuelles
- Exposition personnelle à la galerie 1sur1 de Bruxelles en 2003[2].

#### Expositions collectives
- Participation à toutes les expositions collectives de Fréon et FRMK[2] ;
- Les festivals Autarcic Comix à Bruxelles fin des années 1990[2] ;
- Participations aux Récits de Ville organisées par Fréon Éditions dans le cadre de Bruxelles 2000 Capitale européenne de la Culture, ainsi qu’à l’exposition d’ouverture et de fermeture de Bruxelles 2000[5] ;
- Participation à toutes les expositions Espaces narratifs de Fréon Éditions, à Bruxelles, La Louvière, Angoulême, Turin, Lucerne[2] ;
  - Frémok, vie et mort de Fréon triomphante[15],[16], ISLP, Bruxelles du 22 avril au 2 juillet 2005 ;
- Participation à l’exposition Grand Slam Champion avec les artistes déficients mentaux du CEC La «S» de Vielsalm qui s’est tenue à Genève au Forum théâtre Meyrin du 20 janvier au 19 mars 2011[2] ;
- Génération spontanée[17], Espace Franquin, Angoulême du 27 au 30 janvier 2011.

### Collections publiques
5 œuvres de cet artiste sont conservées au Centre de la gravure et de l'image imprimée à La Louvière.

### Podcast
- « Jean-Christophe Long, dessinateur : L'Invité de France Bleu Périgord Midi », émission de Ilan Malka 18 min [], sur France Bleu Périgord, 15 février 2019 (consulté le 28 août 2023).